# Огибин, Юрий Николаевич
Юрий Николаевич Огибин — российский химик-органик, лауреат Государственной премии СССР (1986).
Родился 26.03.1933.
Окончил факультет химической технологии топлива МХТИ имени Менделеева (1957) и его аспирантуру, в 1961 г. защитил кандидатскую диссертацию:
- Синтез и свойства разветвленных алифатических кислот : диссертация … кандидата химических наук : 02.00.00. — Москва, 1961. — 183 с. : ил.

Работал в ИОХАН имени Н. Д. Зелинского: младший, старший, ведущий научный сотрудник.
Доктор химических наук (1984), профессор. Тема докторской диссертации — «Гомолитические реакции карбоновых кислот и их производных. Применение в органическом синтезе».
Лауреат Государственной премии СССР (1986, в составе коллектива) — за цикл работ «Научные основы и новые прогрессивные методы органического синтеза с применением гомолитических реакций» (1961—1984).
Сочинения:
- Органический электросинтез с использованием медиаторных систем окисления. Ю. Н. Огибин, М. Н. Элинсон, Г. И. Никишин. Успехи химии, 2009, 78, 99-150
- Электрохимические реакции олефинов, индуцированные анодным окислением, и их применение в органическом синтезе. Ю. Н. Огибин, Г. И. Никишин. Успехи химии, 2001, 70, 619—655